# Carlos Tomás Wilson
Carlos Tomás Wilson (ur. 1889 w Rosario, zm. 19 września 1952) – argentyński piłkarz, grający podczas kariery na pozycji bramkarza.

## Kariera klubowa
Carlos Tomás Wilson rozpoczął karierę w klubie San Isidro Buenos Aires w 1907. Z San Isidro trzykrotnie zdobył wicemistrzostwo Argentyny w 1912, 1913 i 1914. Karierę Wilson zakończył w 1916.

## Kariera reprezentacyjna
W reprezentacji Argentyny Wilson występował w latach 1907–1916. W reprezentacji zadebiutował 6 października 1907 w wygranym 2-1 meczu z Urugwajem, którego stawką była Copa Newton. W 1910 został powołany na pierwszą, jeszcze nieoficjalną edycję Mistrzostw Ameryki Południowej, który wówczas nazywał się Copa Centenario Revolución de Mayo 1910. Na turnieju w Buenos Aires Wilson wystąpił w obu meczach Argentyny z Chile i Urugwajem. W 1916 został powołany na pierwszą, już oficjalną edycję Mistrzostw Ameryki Południowej. Na turnieju w Buenos Aires Wilson wystąpił w meczu z Chile, który był jego ostatnim meczem w reprezentacji. Ogółem w barwach albicelestes wystąpił w 25 meczach.
| Mecze i gole w reprezentacji | Mecze i gole w reprezentacji | Mecze i gole w reprezentacji | Mecze i gole w reprezentacji | Mecze i gole w reprezentacji | Mecze i gole w reprezentacji | Mecze i gole w reprezentacji |
| #                            | Data                         | Miasto                       | Przeciwnik                   | Gol                          | Wynik                        | Rozgrywki                    |
| ---------------------------- | ---------------------------- | ---------------------------- | ---------------------------- | ---------------------------- | ---------------------------- | ---------------------------- |
| 1.                           | 06.10.1907                   | Montevideo                   | Urugwaj                      |                              | 2:1                          | Copa Newton                  |
| 2.                           | 15.08.1908                   | Montevideo                   | Urugwaj                      |                              | 2:2                          | Copa Lipton                  |
| 3.                           | 13.09.1908                   | Buenos Aires                 | Urugwaj                      |                              | 2:1                          | Copa Newton                  |
| 4.                           | 04.10.1908                   | Buenos Aires                 | Urugwaj                      |                              | 0:1                          | Gran Premio                  |
| 5.                           | 15.08.1909                   | Buenos Aires                 | Urugwaj                      |                              | 2:1                          | Copa Lipton                  |
| 6.                           | 19.09.1909                   | Montevideo                   | Urugwaj                      |                              | 2:2                          | Copa Newton                  |
| 7.                           | 10.10.1908                   | Buenos Aires                 | Urugwaj                      |                              | 3:1                          | Gran Premio                  |
| 8.                           | 05.06.1910                   | Buenos Aires                 | Chile                        |                              | 5:1                          | Copa Centenario              |
| 9.                           | 12.06.1910                   | Buenos Aires                 | Urugwaj                      |                              | 4:1                          | Copa Centenario              |
| 10.                          | 15.08.1910                   | Montevideo                   | Urugwaj                      |                              | 1:3                          | Copa Lipton                  |
| 11.                          | 11.09.1910                   | Viña del Mar                 | Chile                        |                              | 3:0                          | towarzyski                   |
| 12.                          | 15.08.1911                   | Buenos Aires                 | Urugwaj                      |                              | 0:2                          | Copa Lipton                  |
| 13.                          | 17.09.1911                   | Montevideo                   | Urugwaj                      |                              | 3:2                          | Copa Newton                  |
| 14.                          | 08.10.1911                   | Montevideo                   | Urugwaj                      |                              | 1:1                          | Gran Premio                  |
| 15.                          | 22.10.1911                   | Buenos Aires                 | Urugwaj                      |                              | 2:0                          | Gran Premio                  |
| 16.                          | 29.10.1911                   | Montevideo                   | Urugwaj                      |                              | 0:3                          | Gran Premio                  |
| 17.                          | 15.08.1912                   | Montevideo                   | Urugwaj                      |                              | 0:2                          | Copa Lipton                  |
| 18.                          | 25.08.1912                   | Montevideo                   | Urugwaj                      |                              | 0:3                          | Gran Premio                  |
| 19.                          | 06.10.1912                   | Avellaneda                   | Urugwaj                      |                              | 3:3                          | Copa Newton                  |
| 20.                          | 15.06.1913                   | Avellaneda                   | Urugwaj                      |                              | 1:1                          | Copa Presídente Peña         |
| 21.                          | 09.07.1913                   | Avellaneda                   | Urugwaj                      |                              | 2:1                          | Copa Presídente Peña         |
| 22.                          | 15.08.1913                   | Avellaneda                   | Urugwaj                      |                              | 4:0                          | Copa Lipton                  |
| 23.                          | 05.10.1913                   | Montevideo                   | Urugwaj                      |                              | 0:1                          | Gran Premio                  |
| 24.                          | 18.07.1915                   | Montevideo                   | Urugwaj                      |                              | 3:2                          | Gran Premio                  |
| 25.                          | 06.07.1916                   | Buenos Aires                 | Chile                        |                              | 6:1                          | Copa América                 |